# 上津江村

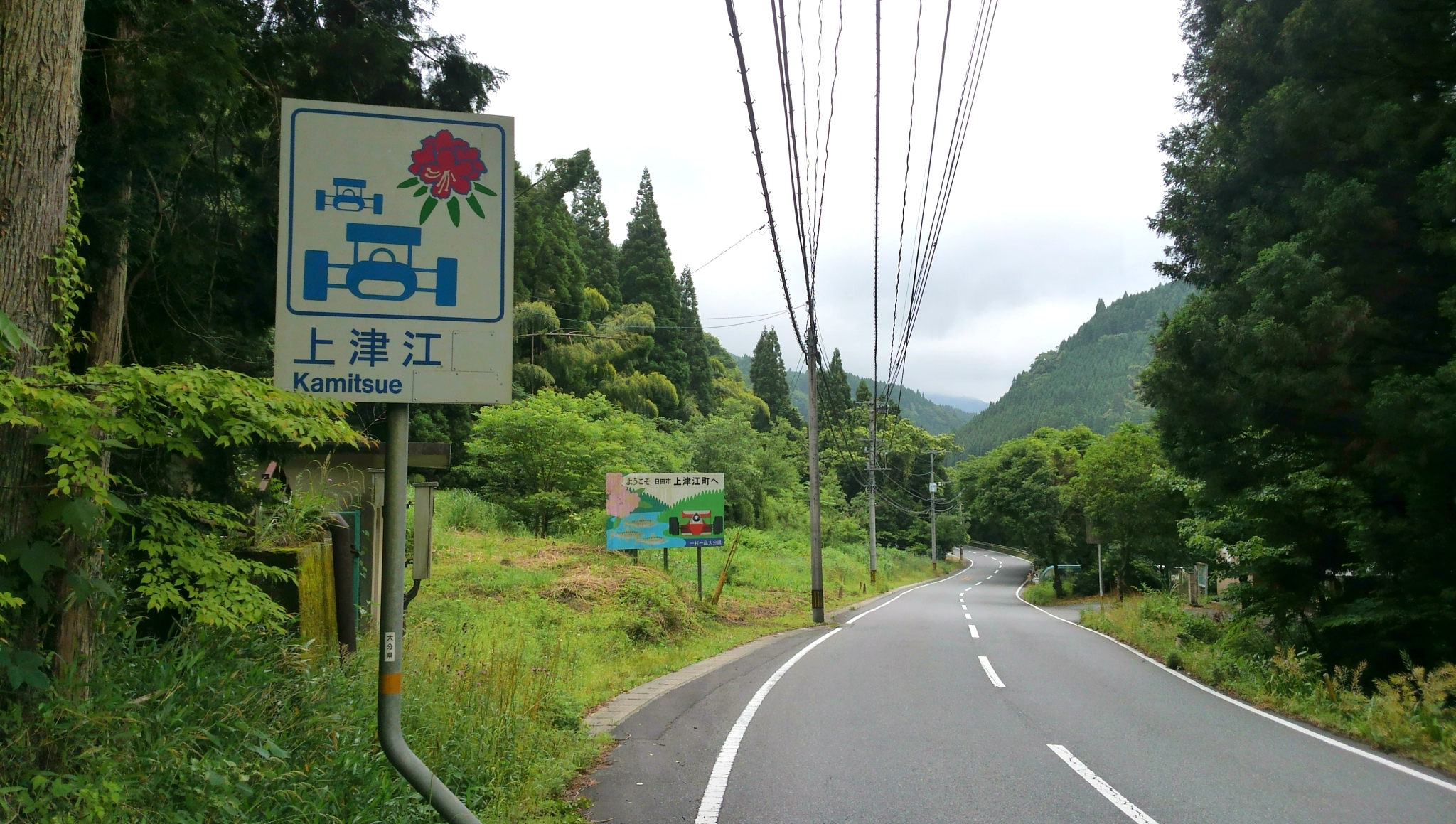
旧・上津江村のカントリーサイン

上津江村（かみつえむら）は、大分県西部の日田郡西北部にあった村。2005年3月22日に前津江村、中津江村、大山町、天瀬町とともに日田市へ編入合併し、行政地域としては消滅した。

## 交通

### 空港
最寄り空港は熊本空港。

### 鉄道
村内を鉄道路線は通っていない。最寄り駅は、JR九州久大本線日田駅あるいは、豊後三芳駅。

### 道路

#### 一般国道
- 国道387号
  - 道の駅せせらぎ郷かみつえ

#### 県道
主要地方道
- 大分県道・熊本県道12号天瀬阿蘇線

一般県道
- 大分県道134号南小国上津江線
- 大分県道137号上野田黒渕線
- 大分県道711号合瀬上野田線
- 大分県道712号川原上野田線

## 名所・旧跡・祭事
- オートポリス
- 上津江フィッシングパーク
- 上津江シャクナゲ園
- 小竹庵

## 一村一品
平松守彦元大分県知事が提唱した「一村一品運動」で、以下の特産品が上津江村の「一村一品」に指定されていた。
- ログハウス
- 夏秋きゅうり
- 生しいたけ
- わさび
- 豆腐
- こんにゃく